# Procurador general de Colombia
El procurador general de Colombia es un funcionario público encargado de velar por el cumplimiento de los designios constitucionales y de ley, de dicho país. La constitución política actual, le define como el "supremo director del Ministerio Público" y le reconoce funciones explícitas de vigilancia, representación popular y de policía judicial.
La designación del procurador general es llevada a cabo mediante votación en el Senado de la República, los candidatos son presentados por el presidente de la República, la Corte Suprema de Justicia y el Consejo de Estado. Y quien resulte elegido ejercerá durante un periodo de cuatro años, sin posibilidad de reelección. El procurador general ha de rendir cuentas de su gestión ante el Senado, por lo menos una vez al año.

## Procuradores generales de la Nación

### Procuradores generales de la Nación de 1830 a 1967
| Procurador                       | Imagen | Inicio                  | Final                   | Ref.   |
| -------------------------------- | ------ | ----------------------- | ----------------------- | ------ |
| Francisco Soto Montes de Oca     |        | 1830                    | 1831                    | [ 5 ]  |
| Joaquín José Gori y Álvarez      |        | 1854                    | 1854                    | [ 5 ]  |
| Lino de Pombo O'Donnell          |        | 3 de marzo de 1854      | 1855                    | [ 6 ]  |
| Florentino González              |        | 1855                    | 1858                    | [ 5 ]  |
| Bartolomé Calvo                  |        | 16 de agosto de 1858    | 1861                    | [ 6 ]  |
| Julio Arboleda (e)               |        | 1861                    | 1861                    |        |
| Froilán Largacha                 |        | 1861                    | 1861                    | [ 5 ]  |
| Juan Agustín Uricoechea Navarro  |        | 1863                    | 1865                    | [ 6 ]  |
| Jorge Gutiérrez de Lara          |        | 1865                    | 1867                    | [ 5 ]  |
| Carlos Nicolás Rodríguez         |        | 1867                    | 1867                    | [ 5 ]  |
| Jorge Gutiérrez de Lara          |        | 1867                    | 1868                    | [ 5 ]  |
| Andrés Cerón Serrano             |        | 1870                    | 1872                    | [ 5 ]  |
| José Araújo                      |        | 1872                    | 1872                    | [ 5 ]  |
| Ramón Gómez                      |        | 1871                    | 1877                    | [ 5 ]  |
| Manuel María Ramírez Fortoul     |        | 1877                    | 1877                    | [ 5 ]  |
| Matías Herrera                   |        | 1 de abril de 1880      | 17 de julio de 1880     | [ 6 ]  |
| Antonio José Restrepo            |        | 17 de julio de 1880     | 13 de noviembre de 1880 | [ 6 ]  |
| Antonio de J. Rey                |        | 13 de noviembre de 1880 | 29 de noviembre de 1881 | [ 6 ]  |
| Próspero Pereira Gamba           |        | 29 de noviembre de 1881 | 1882                    | [ 6 ]  |
| Clímaco Calderón                 |        | 1882                    | 1883                    | [ 6 ]  |
| Fídolo González Linerón          |        | 1882                    | 1882                    | [ 5 ]  |
| Carmelo Arango                   |        | 1884                    | 1888                    | [ 5 ]  |
| Nicolás Enciso                   |        | 1888                    | 1888                    | [ 5 ]  |
| Carlos Albán                     |        | 1889                    | 1889                    | [ 5 ]  |
| Carmelo Arango                   |        | 1890                    | 1894                    | [ 5 ]  |
| José Vicente Concha              |        | 1894                    | 1895                    | [ 5 ]  |
| Gabriel Rosas                    |        | 1896                    | 1904                    | [ 5 ]  |
| Adolfo Zárate                    |        | 1906                    | 1906                    | [ 5 ]  |
| Gerardo Pulecio                  |        | 1906                    | 1908                    | [ 5 ]  |
| Ricardo Ochoa González           |        | 1909                    | 1916                    | [ 5 ]  |
| Ramón Rodríguez Diago            |        | 1916                    | 1919                    | [ 5 ]  |
| Dionisio Arango Mejía            |        | 1919                    | 1921                    | [ 7 ]  |
| Elías Romero                     |        | 1921                    | 1923                    | [ 5 ]  |
| Carlos Bravo Martínez de Upegui  |        | 1923                    | 1925                    | [ 8 ]  |
| Miguel Abadía Méndez             |        | 1925                    | 1926                    | [ 5 ]  |
| Rafael Escallón                  |        | 1926                    | 1927                    | [ 5 ]  |
| Enrique A. Becerra               |        | 1927                    | 1928                    | [ 5 ]  |
| Juan de la Cruz Duarte           |        | 1928                    | 1930                    | [ 5 ]  |
| Clodomiro Ramírez                |        | 1930                    | 1933                    | [ 5 ]  |
| Gerardo Martínez Pérez           |        | 1934                    | 1935                    | [ 5 ]  |
| Alberto Enrique Torres           |        | 1935                    | 1936                    | [ 5 ]  |
| Absalón Fernández de Soto Lozano |        | 1936                    | 1937                    | [ 5 ]  |
| Hernán Copete Avendaño           |        | 1937                    | 1938                    | [ 5 ]  |
| José Ramón Lanao Tovar           |        | 1938                    | 1942                    | [ 5 ]  |
| Rafael Escallón                  |        | 1942                    | 1946                    | [ 5 ]  |
| Rafael Quiñónez Neira            |        | 1946                    | 1950                    | [ 5 ]  |
| Pedro Alejo Rodríguez            |        | 1950                    | 1951                    | [ 5 ]  |
| Luis Caro Escallón               |        | 1951                    | 1951                    | [ 9 ]  |
| Álvaro Copete Lizarralde         |        | 1951                    | 1953                    | [ 5 ]  |
| Rodrigo Noguera Laborde          |        | 1953                    | 1953                    | [ 5 ]  |
| Luis Fernando Reyes Llaña        |        | 1953                    | 1954                    | [ 10 ] |
| Eduardo Piñeres y Piñeres        |        | 1954                    | 1958                    | [ 10 ] |
| Domingo Sarasty                  |        | Mayo de 1958            | Octubre de 1958         | [ 11 ] |
| Rodrigo Noguera Laborde          |        | 1958                    | 1961                    | [ 12 ] |
| Andrés Holguín Holguín           |        | 1961                    | 1963                    | [ 13 ] |
| Gustavo Orjuela Hidalgo          |        | 1963                    | 1967                    | [ 14 ] |

### Procuradores Generales de la Nación desde 1967
| Procurador                     | Imagen | Inicio                   | Final                   | Ref.   |
| ------------------------------ | ------ | ------------------------ | ----------------------- | ------ |
| Mario Aramburo Restrepo        |        | 1967                     | 1970                    | [ 15 ] |
| Jesús Bernal Pinzón            |        | 1971                     | 1974                    | [ 16 ] |
| Jaime Serrano Rueda            |        | 1974                     | 1978                    | [ 17 ] |
| Guillermo González Charry      |        | 1978                     | 1982                    | [ 18 ] |
| Carlos Jiménez Gómez           |        | 1982                     | 1986                    | [ 19 ] |
| Carlos Mauro Hoyos             |        | 17 de septiembre de 1986 | 25 de enero de 1988     | [ 20 ] |
| Horacio Serpa Uribe            |        | 1988                     | 1989                    | [ 21 ] |
| Alfonso Gómez Méndez           |        | 1989                     | 1990                    | [ 22 ] |
| Carlos Gustavo Arrieta Padilla |        | 1990                     | 1994                    | [ 23 ] |
| Orlando Vásquez Velásquez      |        | 1 de septiembre de 1994  | 28 de noviembre de 1996 | [ 24 ] |
| Jaime Bernal Cuéllar           |        | 12 de diciembre de 1996  | 12 de enero de 2001     | [ 25 ] |
| Edgardo Maya Villazón          |        | 12 de enero de 2001      | 13 de enero de 2009     | [ 26 ] |
| Alejandro Ordóñez Maldonado    |        | 16 de enero de 2009      | 8 de septiembre de 2016 | [ 27 ] |
| Fernando Carrillo Flórez       |        | 17 de enero de 2017      | 27 de agosto de 2020    | [ 28 ] |
| Margarita Cabello Blanco       |        | 17 de enero de 2021      | 14 de enero de 2025     | [ 29 ] |
| Grehorio Eljalch Pacheco       |        | 15 de enero de 2025      | 15 de enero de 2029     |        |